# Gamla Linköping

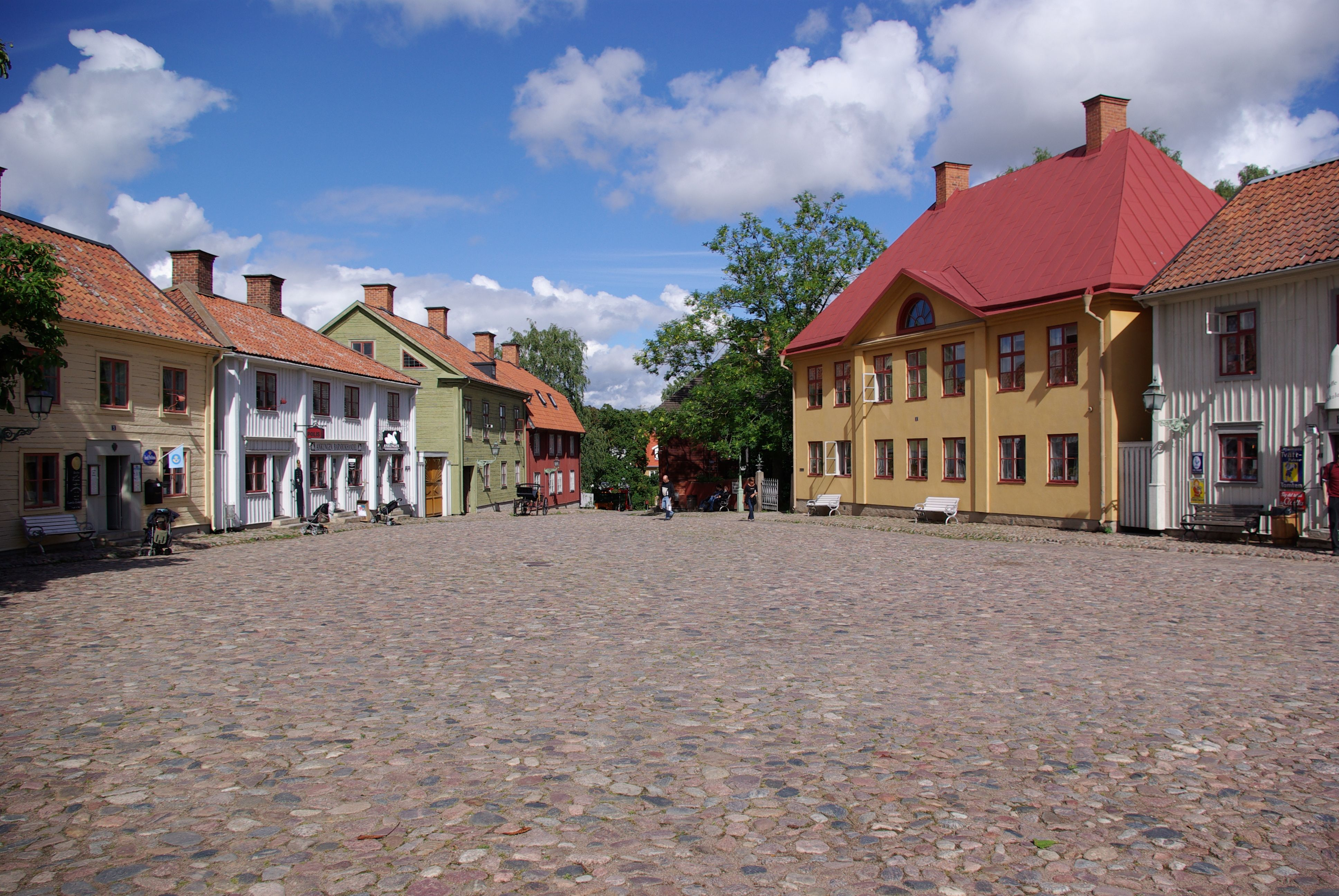
Kryddbodtorget är Gamla Linköpings centrum.

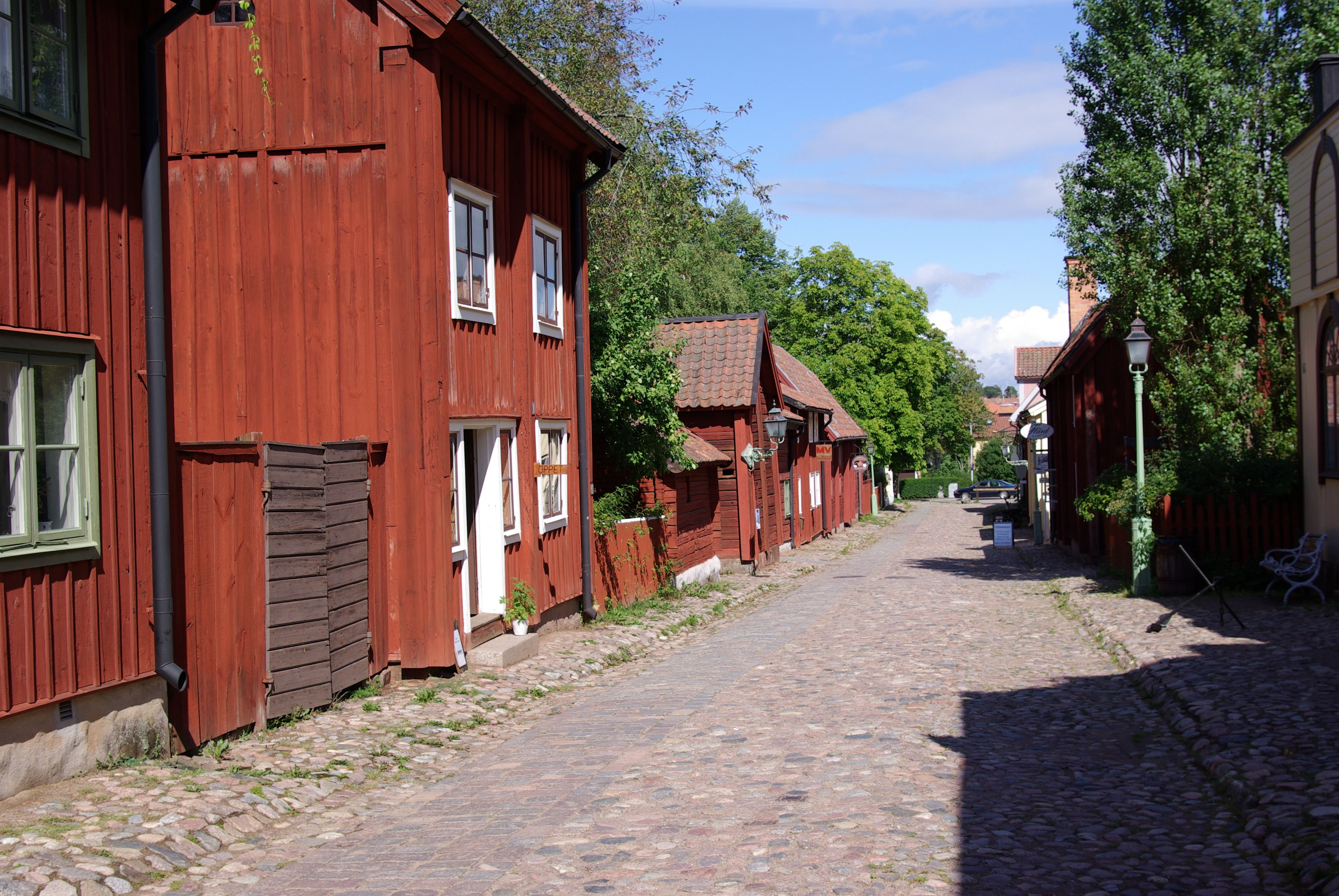
Rådmansgatan mot öster.

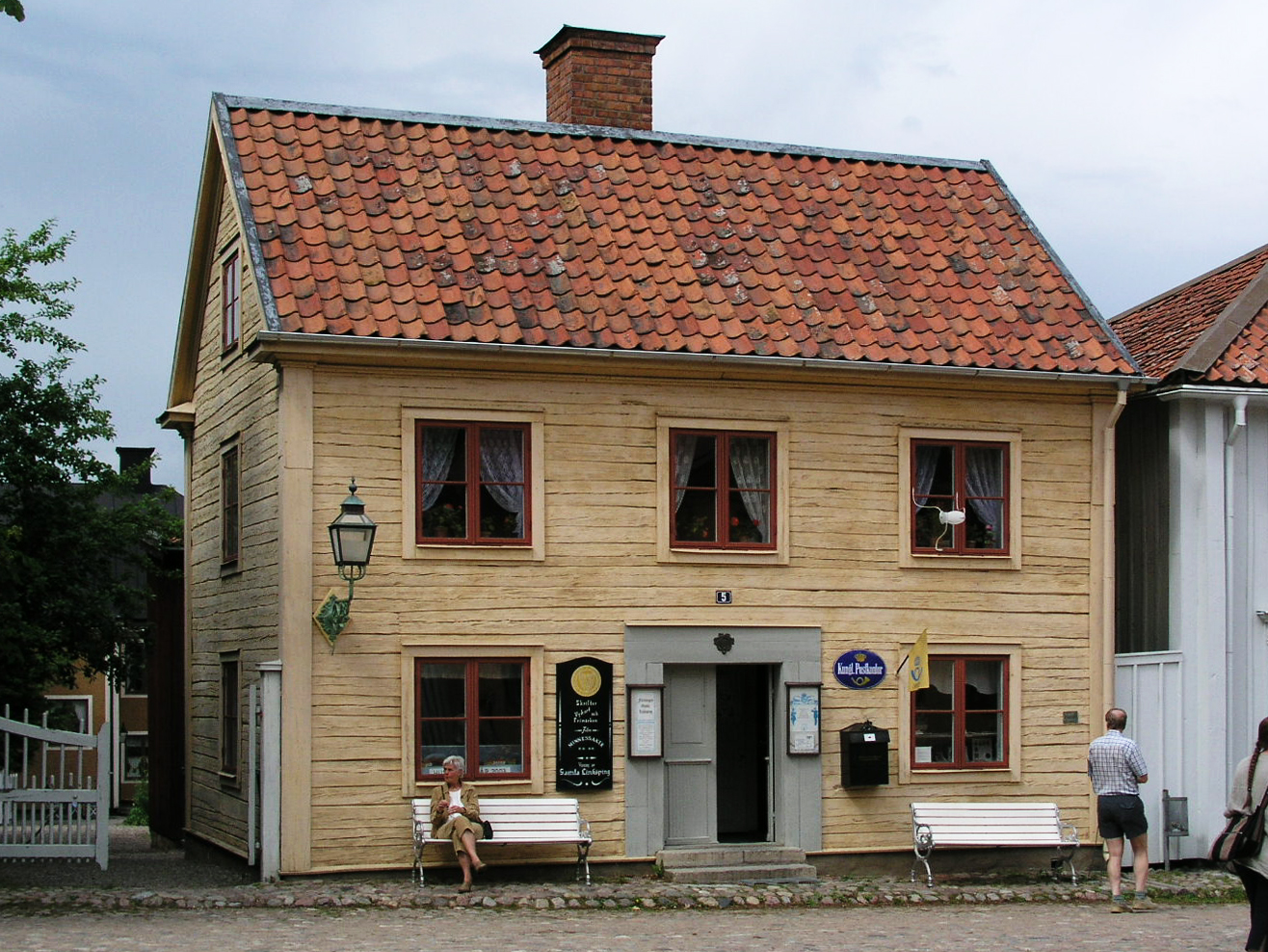
Wimmermarks gårdshus vid Kryddbodtorget.

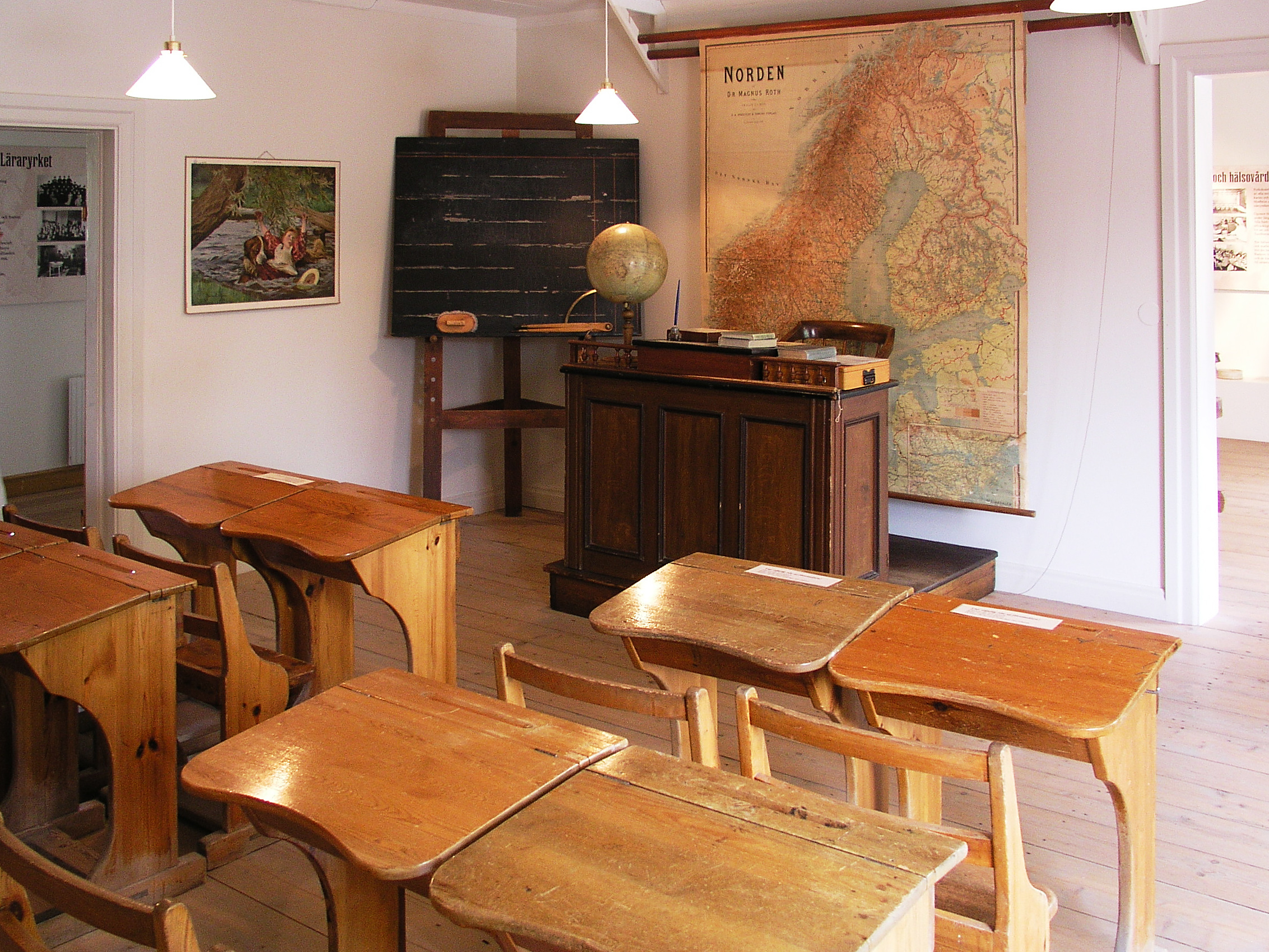
En av skolsalarna i skolmuseet.

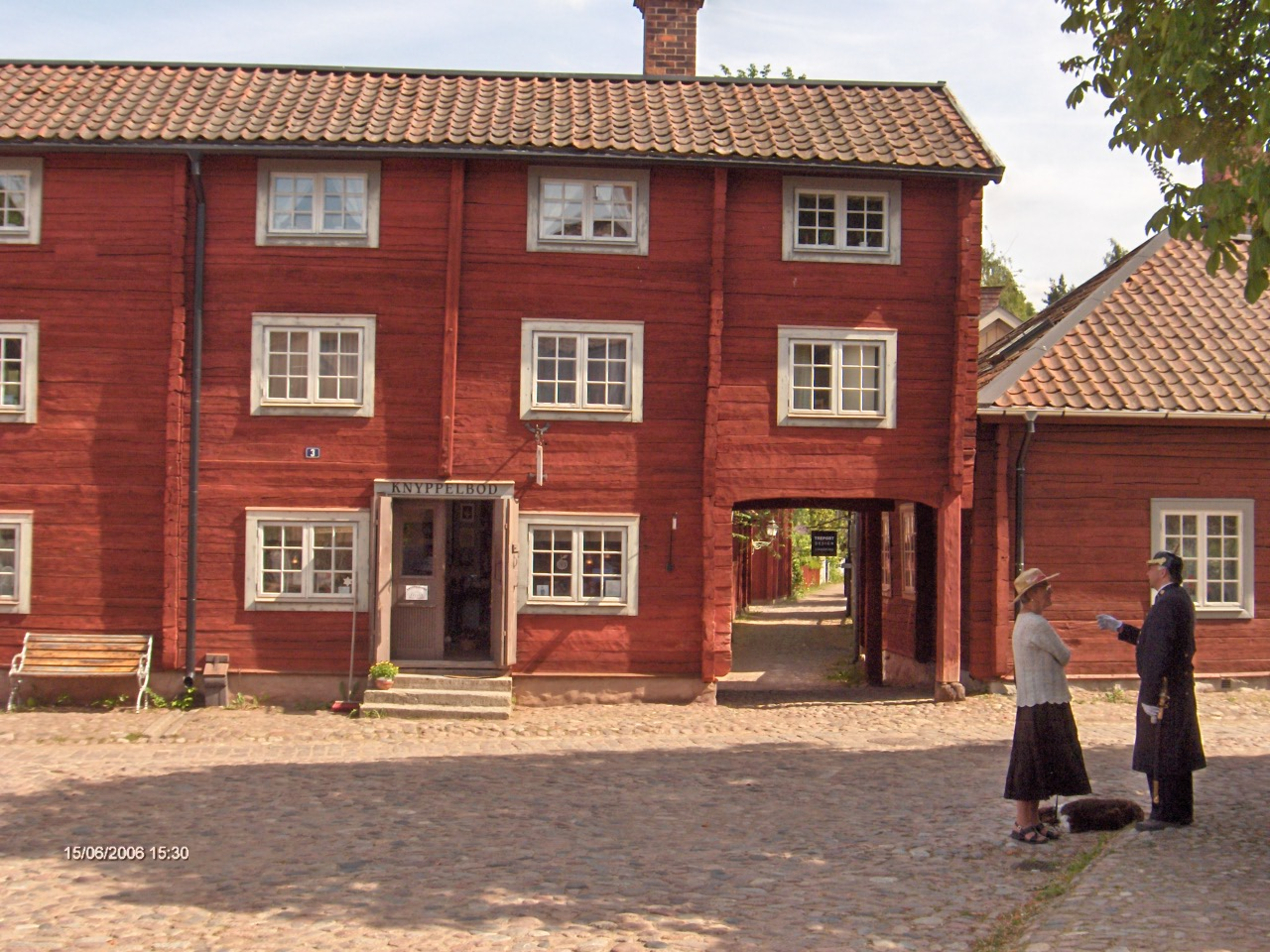
Skådespelare i polisuniform med besökare framför den Lönnbergska gården.

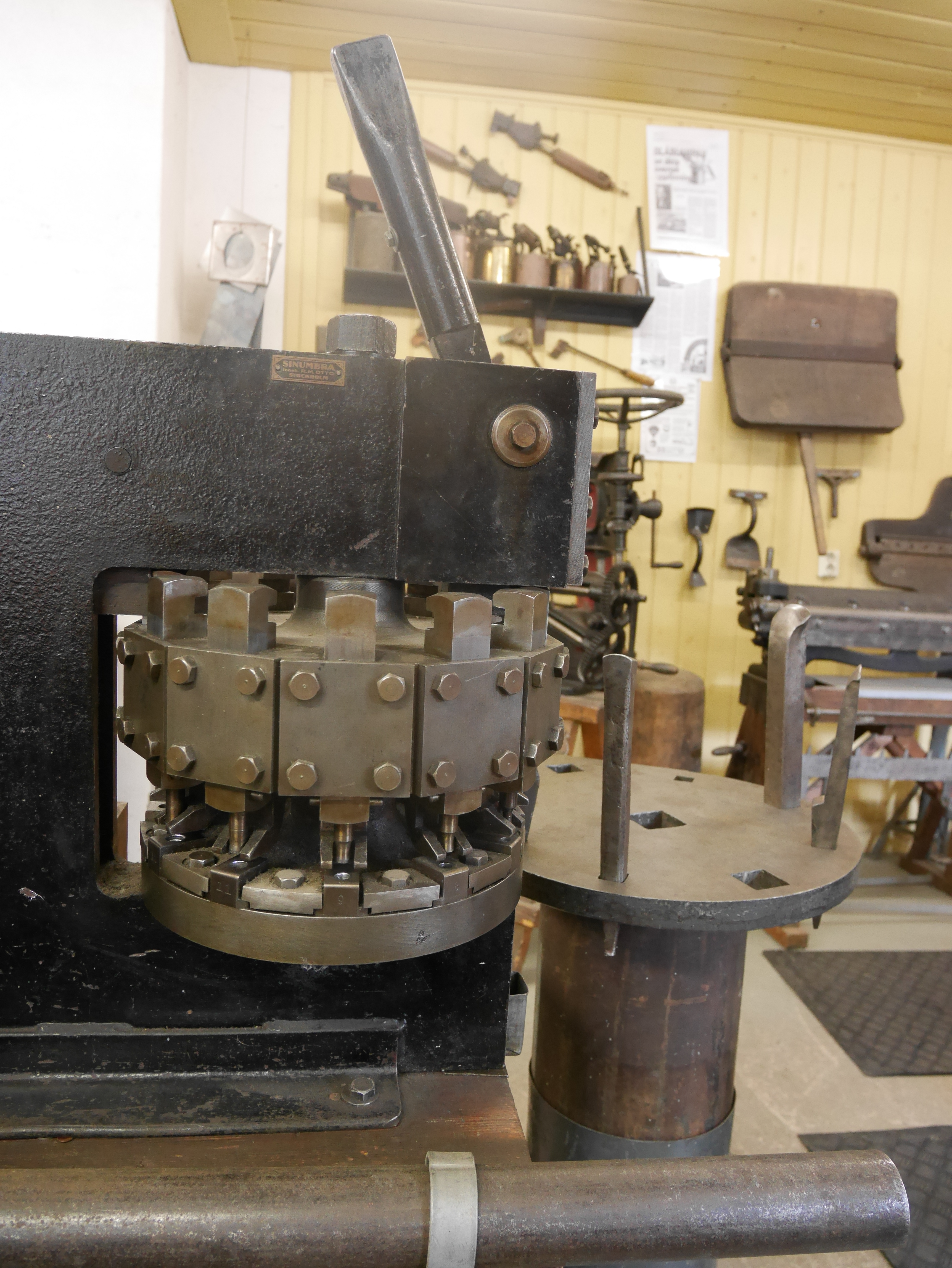
Interiör från Bleck- och plåtslagerimuseet.

Gamla Linköping är ett friluftsmuseum i västra Linköping, Östergötland. Friluftsmuseet består av tre delar: stadskvarteren, Valla gård och Vallaskogen. I stadskvarteren har samtliga byggnader, med undantag för Cloettaboden som invigdes 2012, flyttats till museet från Linköpings centrum. Fastigheterna ägs av Kulturfastigheter Linköping AB, ett helägt dotterbolag till AB Stångåstaden Museiverksamheten sköts av Gamla Linköping som är en resultatenhet inom Kultur- och fritidsförvaltningen i Linköpings kommun Förutom den museiverksamhet som bedrivs upplåts ett 30-tal lägenheter i fastigheterna som privatbostäder och det finns också lokaler för föreningar, butiker och hantverkare. I området fanns fram till sommaren 2013 den Sjöbergska friluftsteatern, som revs och ersattes av Folkparksteatern från 1921; denna flyttades då dit från gamla Folkets park och återinvigdes 9 maj 2015.
Valla gård är liksom Vallaskogen en del av friluftsmuseet. Även på Valla finns en del gamla byggnader, samt ett flertal museer, bland annat ett järnvägsmuseum, som öppnades 1991. Under 2025 planeras det regionala Science Centret Fenomenmagasinets nya byggnad stå klar i Valla Gård. 

## Historik
I och med att Linköping växte fort på 1940-talet och stora delar av centrum moderniserades, väcktes idén om att bevara den gamla bebyggelsen på ny plats utanför centrum. Kommunalpolitikern Lennart Sjöberg skrev 1944 en motion till stadsfullmäktige, i vilken han föreslog ett friluftsmuseum och djurpark med Skansen som förebild. Sjöberg fick leda en utredningskommitté som kom fram till att en lämplig plats var Valla egendom. Stadsfullmäktige ogillade delen om djurpark i förslaget men antog det gällande friluftsmuséet. Landsantikvarien Bengt Cnattingius medverkade som sakkunnig och Östgöta Correspondentens chefredaktör Ebbe Johnson och kulturredaktör Bengt Lundberg förankrade idén hos stadens invånare. Den första byggnaden som flyttades till stadskvarteren i Gamla Linköping var Huitfeltska gården som hade legat på Ågatan 57, den plockades ned 1950 och invigdes den 16 mars 1952. Merparten av byggnaderna flyttades under 1950–1960-talen.

### Gamla Linköpings chefer sedan grundandet
- 1956–1982 Lennart Sjöberg
- 1982–2008 Gunnar Elfström
- 2008–2009 Helena Frode
- 2009–     Tina Karlsson From

## Genbank och klonarkiv
Gamla Linköping är en del av det nationella genbanks- och klonarkivsarbete som bedrivs på svenska friluftsmuseer när det gäller levande samlingar (växter och djur). I friluftsmuseet odlas kulturväxter från Östergötland – rosor, perenner, lökar, krukväxter och köksväxter – och på så sätt fungerar det som ett lokalt klonarkiv för växter som är insamlade genom POM, Programmet för Odlad Mångfald. Gamla Linköpings djur tillhör lantraserna värmlandsfår, lappget, Mellerudskanin, Bjurholmshöna, Kindahöna och Blekingeanka.

## Museer och verksamheter
Aktiva museer och verksamheter i Gamla Linköping.

### Vid Kryddbodtorget
- Banken (museum)
- Barnbokhandeln Ankungen (butik)
- Kokosbollsboden (butik)
- Dahlbergs Café, grundat av Ragnar Dahlberg med maka. (servering)
- Föreningen Gamla Linköping (förening)
- Handelsboden (museum)
- Korvboden (sommaröppet)
- Polismuseet (museum)
- Saras Trädgårdsbutik (butik)
- Stickaboa (garnbutik)
- Vilhelminas frestelser (servering, sommaröppet)

### I övriga delar av stadskvarteren
- Anderska konsthantverk (butik, hantverkare)
- Apoteket (museum)
- Bleck- och plåtslagerimuseet (museum, butik, hantverkare)
- Bryggaregården (museum)
- Cloettaboden (butik, fabriksförsäljning)
- Concept Cove (butik)
- Curmanska magasinet (utställningar)
- Dansbanan
- Domprost Älfs stall (tillfälliga utställningar)
- Föreningen för datorhjälp i släktforskningen och Östergötlands Genealogiska Förening (förening)
- Elimkapellet, flyttat från Brokind (museum, ekumenisk gudsjänstlokal)
- Esters växthus (museum)
- Folkparksteatern
- Gamla Linköpings Besökscenter & Museibutik  (reception, butik)
- Grafiska museet, manuellt tryckeri (museum, visning, butik)
- Hilma Winbladhs B&B
- Historiska Kompaniet (butik, servering)
- Just Wood (butik)
- von Lingens gård (museum)
- Kägelbanan
- Lasse-Majas Deckarhus (familjeaktiviteter, butik, servering)
- Skönfärgargårdens butik och våffelstuga (butik, servering)
- Soldattorpet Tidstorp (museum)
- Sprutboden (brandkårsmuseum)
- Tages Paviljong (museum om Tage Danielsson)
- Träblåsverkstan (hantverkare)
- Tvålmakaren (butik, hantverkare)
- Kolonistugan Rosenhyddan (museum)
- Målerimuseet (museum)
- Repslagerimuseet, utgjorde grunden till Wahlbecks mattillverkning, som på 1960-talet var en stor industri i Linköping, vid nuvarande Wahlbecks företagspark. (museum, visning)
- Folkskolan (museum)
- Skomakeriet (museum)
- Solliden (museum)
- Svenssons i 22:an (museum)
- Valla scoutkår (förening)
- Villa Lugnet (museum)
- Wärdshuset (servering, tillfälligt stängt)

### Valla gård
- Fenomenmagasinet (nyöppnar 2026)
- Gelato House (glasskiosk, sommaröppet)
- Lekparken Lill-Valla
- Odalmuseet med bland annat traktorsamling
- Smedja
- Smådjur som getter, höns och kaniner
- Stratomtagården
- Tekniska verkens museum
- Westmanska vagnsmuseet
- Vallastallet och Valla Ponnyklubb
- Valla minigolf
- Östergötlands Järnvägsmuseum
- Östra torp (museum)

## Gamla Linköping i samtidskultur
Vissa scener i Rasmus på luffen (film) spelades in i Gamla Linköping.
Ett antal scener i Historien om Sverige avsnitt 9 är inspelade i Gamla Linköping. 